# Блиска борба
Блиска борба је тип борбе у којој се борци зараћених страна боре на малом одстојању уз коришћење личног (стрељачког) наоружања до борбе прса у прса, као и уз коришћење ручног наоружања као што су бодежи, бајонети и мачеви. У типичном сценарију блиске борбе једна страна напада возило, објекат или зону коју контролише друга страна чији борци се не повлаче те због близине дејства започиње блиска борба. Овај вид борбе је кратког временског даха али веома жесток и пун насиља, брзих одлука и најчешће га прате велики губици између зараћених страна.
Блиска борба се користи и од стране криминалаца у мирнодопским условима, током пљачки и отмица где се примењују посебне полицијске технике и знања везана за решавање оваквих ситуација.
Иако се блиска борба често везује за борбу у урбаним условима она није њен синоним. Борба у урбаним условима је крупнији подухват, везан за логистику, планирање, веће војне формације и дејства те се блиска борба за њу везује као саставни део. Током блиске борбе потенцијал се ставља на мање јединице, наоружане лаким стрељачким наоружањем као што су аутомати, јуришне пушке, лаки митраљези, пиштољи и ручне бомбе.

## Историја
Кроз историју оружаних конфликата блиска борба се јављала као увод у борбу прса у прса. Права блиска бобра се јавља са појавом ватреног оружја а узима маха са увођењем аутоматског оружја. Током Другог светког рата блиска борба је била честа појава на Источном фронту, нарочито током Стаљинградске битке. Током рата у Вијетнаму блиска борба се одвијала и изван урбаних зона, у џунгли и густом растињу. Најскорији примери блиске борбе се везују за рат у Авганистану и Ираку.

## Принципи напада

### Детаљно планирање
У теорији, вођа војне формације која има задатак напада неког возила, објекта или територије прикупља све доступне податке и информације везане за противника. У то спадају бројност, позиције, наоружање, обученост, будност, организованост итд. Прави се генерални план напада и задужења за појединце или читаве формације. 
За детаљно извиђање и планирање користе се разни оптички и извиђачки инструменти, уређаји за надзор и праћење као и графички планови објеката или територије (као што су мапе, цртежи итд.). У војним операцијама користе се и беспилотне летелице а најчешће улогу извиђања преузима извиђачка група или цела јединица. Полиција и органи реда користе другачије методе и приступе током извиђања уз коришћење напредније оптичке технологије, у зависности од сложености и тежине задатка. Често се израђују и модели објеката у којима јединица одређена за напад вежба и планира акцију (у примеру талачке ситуације).
У војним операцијама детаљно извиђање представља реткост и често постоји потреба за брзим деловањем. Право извиђање долази од појединаца јединице која напада, уз коришћење личних оптичких инструмената. Иако се напад може одложити планирањем опсаде или скривеног приласка кроз земљу у већини случајева потенцира се брзо деловање, макар то значило и напад са мањим снагама.

### Изненађење
Важан предуслов успеха током блиске борбе је изненађење противника. Страна која постигне изненађење може да збуни, дезорганизује или разбије противника. Најбољи примери изненађења током блиске борбе везују се за ноћне операције где су визуелне моћи војника умањене. Изненађење се користи током полицијских акција уз коришћење посебних врста наоружања и опреме (као што су сузавац, димне бомбе, бомбе за ошамућивање итд.).
По правилу напад се планира и изводи тамо где непријатељ најмање очекује и у време када је најмање будан. За изненађење се користе друге методе као што су диверзије, односно одвраћање пажње противника од места напада, артиљеријска и друга висококалибарска ватра, димне завесе итд. Јуришне снаге се привлаче што ближе противнику уз оштру дисциплину кретања и нападају у најбољем тренутку и са блиске позиције, како би се скратило време и простор од нападача до браниоца. Овакве акције се називају препади или шок-ефекат. Циљ је ошамућивање и збуњивање противника као и немогућност истог да пружи адекватан и снажан отпор.

### Брзина
Један од основних и најважнијих елемената борбе је брзина. Брзо напредовање и деловање онемогућује противника да на време уочи и предузме мере против напада и самим тим смањује губитке. Током блиске борбе брзим деловањем непријатељ се може заобићи, опколити или напасти са бока. Такође брзо и одлучно деловање утиче и на противнички морал. Пример брзе и одлучне акције је Битка за тврђаву Ебен-Емаел 1940. године током које су немачки падобранци извршили препад на одлично утврђене белгијске трупе и заузели тврђаву која се, због својих утврђења, сматрала неуништивом. 